# Lodersleben

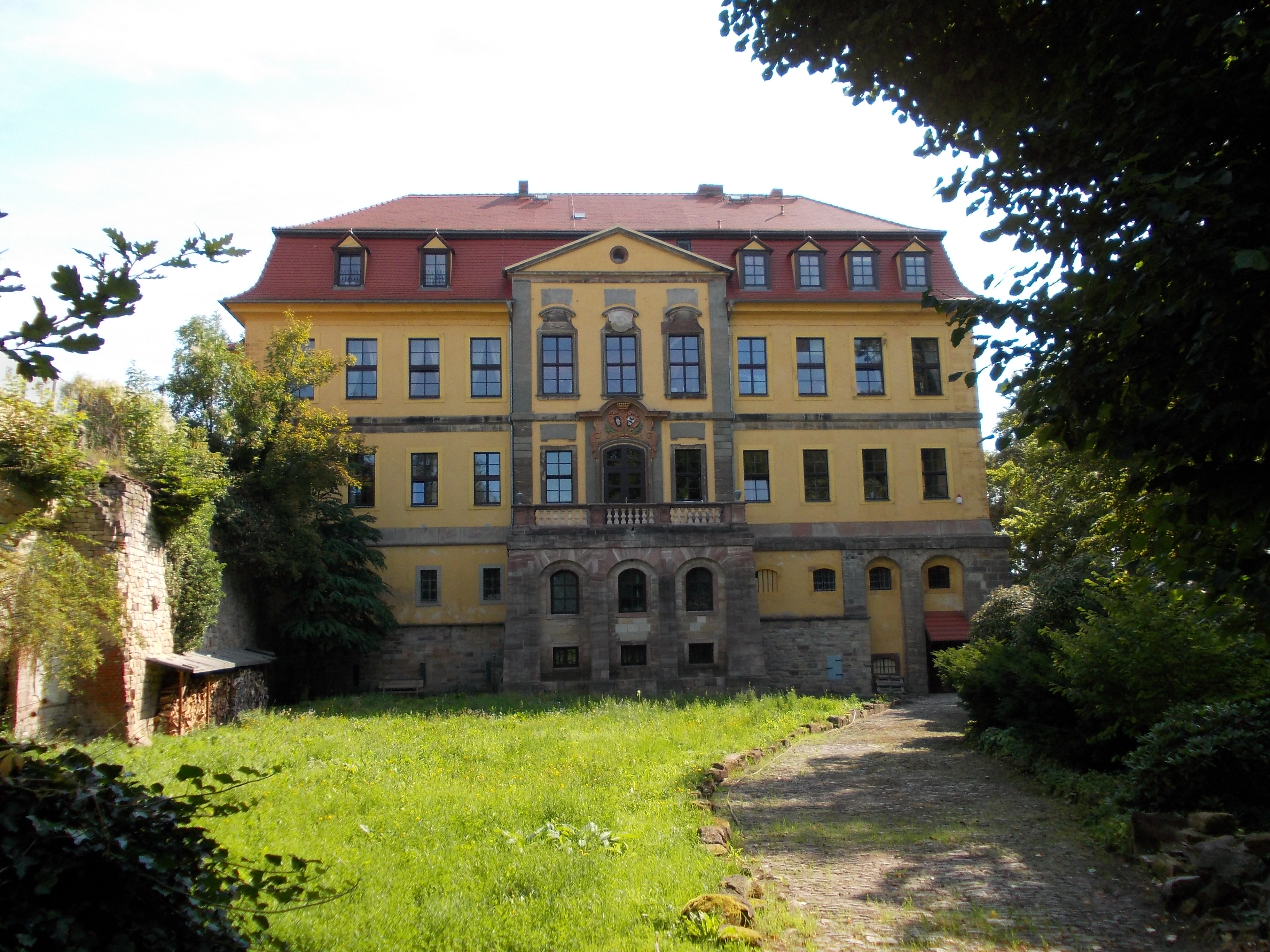
Barockschloss Lodersleben (Parkseite)

Lodersleben ist ein Ortsteil der Stadt Querfurt in Sachsen-Anhalt.

## Geschichte
In einem zwischen 881 und 899 entstandenen Verzeichnis des Zehnten des Klosters Hersfeld wird Lodersleben als zehntpflichtiger Ort Ludelsleba im Friesenfeld erstmals urkundlich erwähnt. Es gab zwei Allodial-Rittergüter in Lodersleben, das Schuttsackische und das Marschallische, die später in den Besitz der Familie von Starschedel gelangten. Heinrich Clemens von Starschedel verkaufte sie 1722 an Nikolaus Bartholomäus Michael von Danckelman. Sein Sohn Carl Ludolph von Danckelmann folgte ihm nach seinem Tode 1739. Im Jahre 1740 wurde der Bau des Schlosses durch die Familie  von Danckelmann in Auftrag gegeben. Der Baumeister David Schatz führte den Bau aus. Im 19. Jahrhundert lebte hier zeitweise der Historiker Leopold von Ranke. Später ging der Besitz auf die Familie von der Schulenburg über. Nach der Enteignung der Schulenburgs im Jahre 1945 wurde es als Flüchtlingsunterkunft und bis in die siebziger Jahre als Schule genutzt.
In der Nähe des Ortes befand sich das Benediktinerkloster Eilversdorf.
Der Ort lag bis 1815 im sächsischen Amt Querfurt. Bis April 1834 befand sich in Lodersleben der Sitz der Verwaltung des Kreises Querfurt. 
1927 hatte Lodersleben 1.150 Einwohner.
Am 11. Mai 1995 wurde Lodersleben nach Querfurt eingemeindet.

## Wirtschaft und Infrastruktur
Die Wirtschaft Loderslebens ist von Handwerksbetrieben sowie Handel und Gastronomie/Tourismus geprägt. Es gibt kein ausgewiesenes Gewerbegebiet.
Die 1904 eröffnete Bahnstrecke Röblingen am See–Vitzenburg mit Bahnhof in Lodersleben wurde 2003 stillgelegt.

## Sehenswürdigkeiten

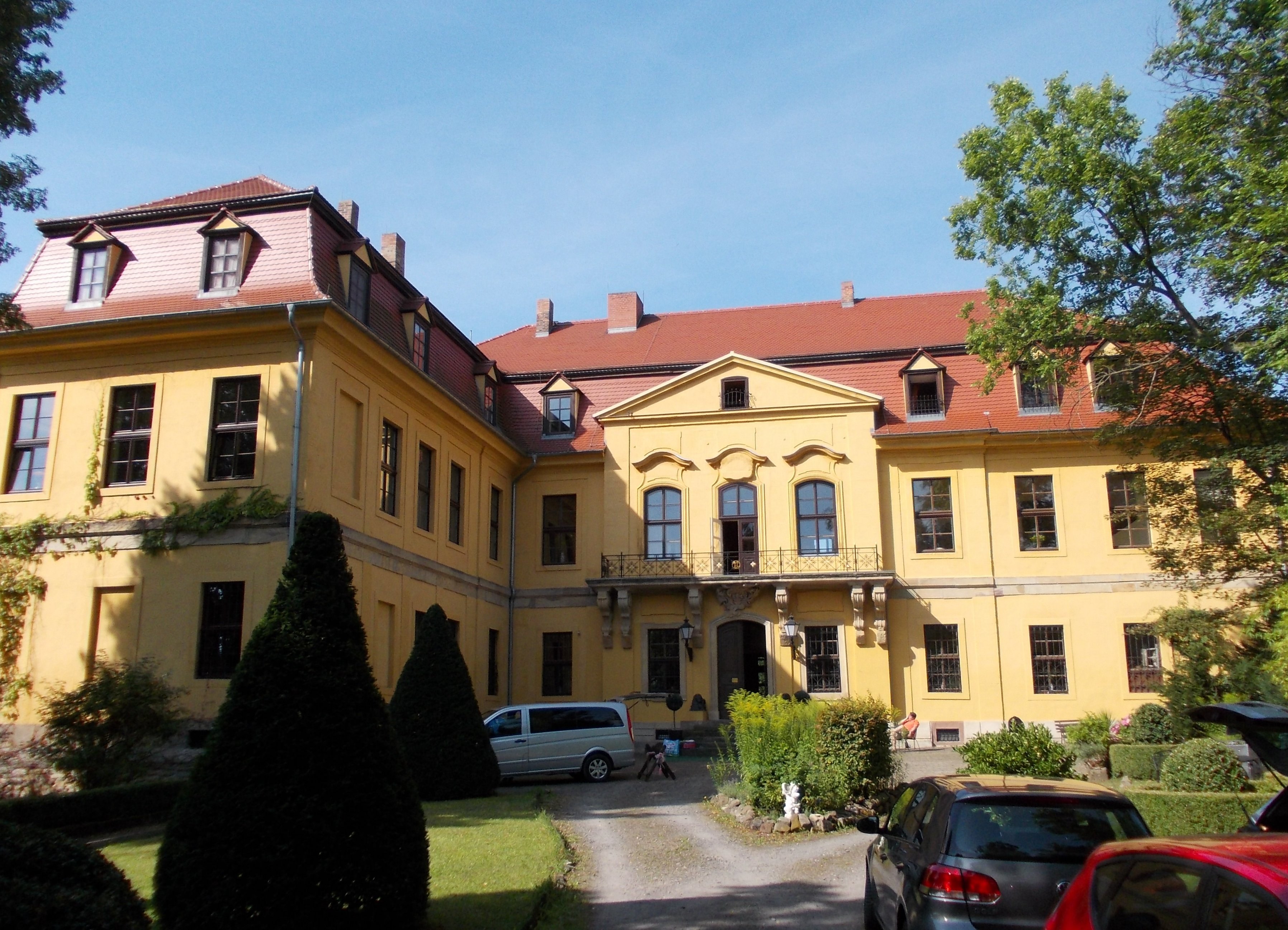
Schloss Lodersleben (Hofseite)

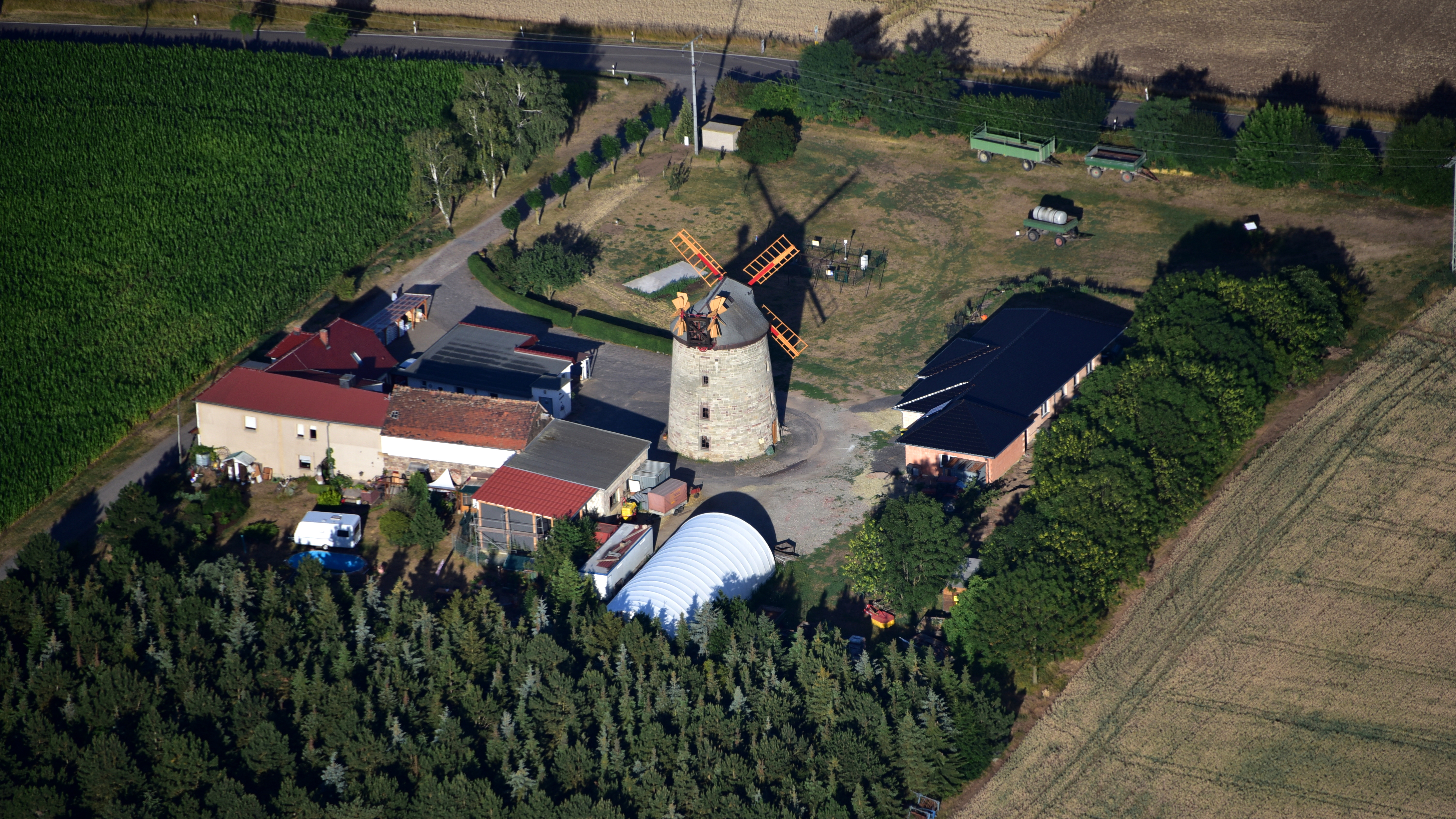
Mühle in Lodersleben, Luftaufnahme (2018)

Im Ort befindet sich das als Pension genutzte Barockschloss Lodersleben mit zugehörigem Schlosspark sowie die gotische Kirche St. Pankratius.

## Heimatfest
Das Heimatfest ist das größte und wichtigste Dorffest in Lodersleben. Es findet, einer alten Tradition folgend, immer am ersten Wochenende im Juli statt. Es wird im Park nahe dem Barockschloss gefeiert, hier befinden sich eine Freiluftbühne und das Haus der Vereine.

## Vereinsleben
In Lodersleben gibt es mehrere ortsansässige Vereine, unter anderem einen Schützenverein und einen Sportverein. Der 1878 gegründete Männergesangverein hat sich 2014 aufgelöst. 2003 wurde auch eine Bürgerinitiative gegen den Bau einer größeren Schweinemastanlage im angrenzenden Ziegelrodaer Forst gegründet. Das Raumordnungsverfahren zum Bau dieser Anlage ist im Jahr 2007 an der Umweltverträglichkeitsprüfung gescheitert und wurde nach Rückzug des Bauantrages eingestellt. Die Bürgerinitiative existiert jedoch noch immer, um ein Wiederaufleben des Bauvorhabens zu verhindern.

## Persönlichkeiten
- Johann Heinrich Gottlieb Engel (1720–1785), deutsch-russischer Mediziner